# Afrinat International Airlines
Die Afrinat International Airlines war eine gambische Fluggesellschaft mit Sitz in Bakau.

## Geschichte
Afrinat International Airlines existierte von 2002 bis 2004.

## Flugziele
Afrinat International Airlines flog mit ihrer einzigen Douglas DC-9-30 andere Staaten in Westafrika an, unter anderem Ghana, Guinea, Mali, Elfenbeinküste und Sierra Leone. Die 2003 angekündigte tägliche Verbindung zwischen dem John F. Kennedy International Airport (New York) und dem Banjul International Airport (Banjul) mit einer Boeing 747 wurde nie realisiert.

## Flotte
- 1 Douglas DC-9-30[1]